# Гамбийска слънчева катерица
Гамбийската слънчева катерица (Heliosciurus gambianus) е вид бозайник от семейство Катерицови (Sciuridae).

## Разпространение и местообитание
Разпространен е в Ангола, Бенин, Буркина Фасо, Гамбия, Гана, Гвинея, Гвинея-Бисау, Еритрея, Етиопия, Замбия, Камерун, Кения, Демократична република Конго, Кот д'Ивоар, Либерия, Нигерия, Сенегал, Сиера Леоне, Судан, Танзания, Того, Уганда, Централноафриканската република, Чад и Южен Судан.